# Bruxismo
Il bruxismo (dal greco βρύχω, brùcho, «digrignare (i denti)») consiste nel digrignamento dei denti facendoli stridere, dovuto alla contrazione della muscolatura masticatoria, soprattutto durante il sonno.
Il digrignamento perdura per 5-10 secondi e, durante la notte, questo evento può ripetersi varie volte. Tipicamente, l'episodio compare nella fase II del sonno (il che può anche essere evidenziato da artefatti che compaiono sul tracciato elettroencefalografico), da non confondere con il trisma, che è caratterizzato solo da un serraggio della bocca.

## Epidemiologia

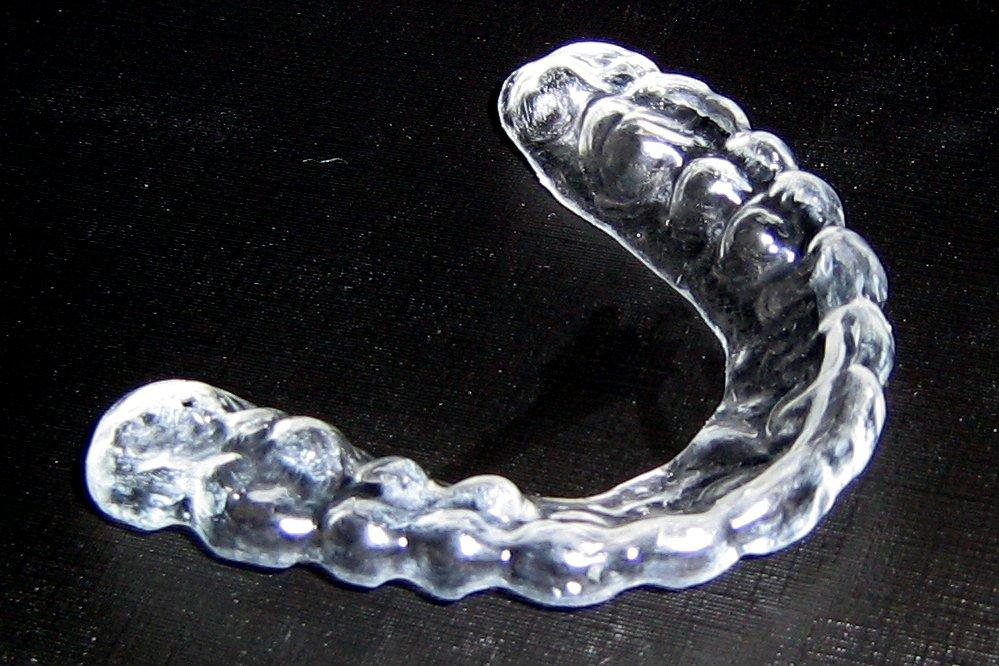
Modello di durasoft

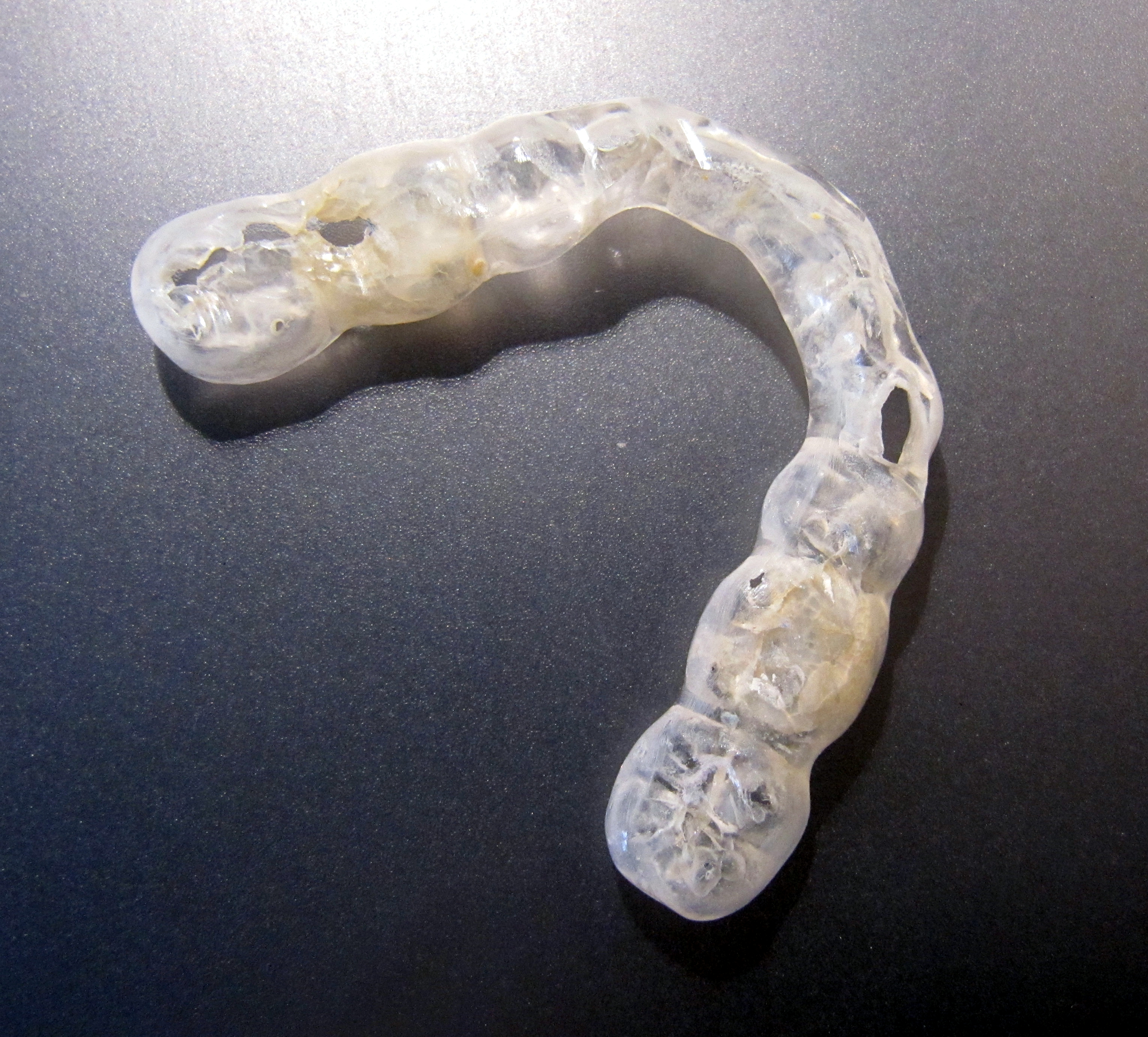
Modello dopo 8 anni di utilizzo

La prevalenza globale del bruxismo secondo i dati del 2024 (sia durante il sonno che da svegli) è del 22,22%. La prevalenza del bruxismo durante il sonno è del 21% (43% secondo gli studi polisomnografici), mentre da svegli è del 23%. Il bruxismo è più comune nelle donne. Il bruxismo da svegli è più frequente nelle ragazze (11%) rispetto ai ragazzi (6%). Il bruxismo notturno si verifica allo stesso livello, al 9%. Ci sono anche differenze nella sua prevalenza a seconda del continente.
Per molto tempo si è pensata che il bruxismo fosse un'attività parafunzionale estranea alla normale funzione come mangiare o parlare, ma è stato dimostrato che il contatto dei denti attiva, attraverso specifici recettori, il nucleo trigemino mesencefalico (MTN), uno dei nuclei centrali del il nervo trigemino, che a sua volta attiva i nuclei del Sistema Attivante Reticolare Ascendente (ARAS) che rilasciano i principali neurotrasmettitori del sistema nervoso centrale (SNC): dopamina, acetilcolina, serotonina, istamina, orexina, glutammato e, in particolare, noradrenalina. Pertanto il bruxismo ha una funzione attivante sul SNC, sia il bruxismo del sonno che il bruxismo della veglia ma quando è eccessivo può avere effetti patologici: bruxismo patologico, o semplicemente "bruxismo".

## Eziologia
I fattori eziologici del fenomeno non sono noti: in alcuni casi si è notata una predisposizione familiare, talvolta si è fatto riferimento a malformazioni mandibolari o a problemi d'occlusione dentari e anche a stati psicopatologici alterati (tensione emotiva, stress, aggressività) o ad alterazioni del sistema extrapiramidale.

## Clinica
Generalmente al risveglio la persona non avverte nessun disturbo tranne nei casi di bruxismo intenso in cui si può avvertire una sensazione dolorosa alle mascelle o più correttamente all'articolazione temporo-mandibolare, che può indurre alla sindrome di Costen e quindi dolore all'orecchio. Il digrignamento, però, può creare dei danni a causa dell'usura della superficie masticatoria dei denti sia dell'arcata superiore sia di quella inferiore e questa condizione, il più delle volte, viene notata dal dentista. Col tempo il bruxismo può produrre alterazioni importanti dei denti, che perdono dimensione verticale e più in generale lo strato di smalto, e ciò può facilitare l'insorgenza di carie. Talvolta lo smalto può essere talmente abraso da esporre la dentina, il che può velocizzare la successiva erosione. A lungo termine si possono verificare fratture o perdite dentali. Si può anche avere difficoltà ad aprire la bocca completamente e aumento della sensibilità dei denti al caldo o al freddo. È, infine, da notare che la dolorabilità dell'articolazione temporo-mandibolare, se continuativa, può produrre comparsa di cefalea o arrivare alla disfunzione articolare vera e propria.

## Trattamento
Al momento non esiste una terapia specifica per questa condizione ma vengono utilizzati degli opportuni dispositivi, detti bite, che possono essere duri o morbidi a seconda delle necessità, che proteggono di notte i denti dall'erosione. Tali dispositivi possono essere preparati appositamente per la persona interessata (tramite rilevazione delle impronte delle due arcate, un test sull'equilibrio della muscolatura masticatoria e catena cinetica). Tali apparecchi oltre a proteggere lo smalto dall'abrasione, prevengono un possibile danneggiamento dell'articolazione temporo-mandibolare.
Questi dispositivi devono essere necessariamente prescritti, controllati e modificati solo dall'odontoiatra.